# La Griffe grise
La Griffe grise (titre original en portugais : A Garra Cinzenta) est une série brésilienne de bandes dessinées, écrit par Francisco Armond et dessinée par Renato Silva (pt), parue dans sa langue d'origine dans le supplément A Gazetinha du quotidien A Gazeta (pt) de 1937 à 1939 Francisco Armond a également scénarisé la sérieO enigma do espectro de James Hull, illustrée par Messias de Mello, publiée dans A Gazetinha entre août 1939 et mars 1940.
La bande dessinée met en scène un criminel portant un masque à tête de mort poursuivi par les inspecteurs de police Higgins et Miller.
Succès à l'international, elle parait notamment en français, dans les années 1940, dans le magazine belge Le Moustique.
Le caractère culte de la BD tient en partie au mystère entourant Francisco Armond. Longtemps inconnu, il fut soupçonné d’être un pseudonyme de Helena Ferraz de Abreu, hypothèse rendue publique en 2008 par Gedeone Malagola et démentie par la famille. Le dessinateur Renato Silva (†1981) ne donna jamais d’explication. En 2025, le journaliste Wagner Augusto l’identifia Francisco Armond comme écrivain, traducteur, éditeur et employé de la Estrada de Ferro Central do Brasil.